# Briosne-lès-Sables
 Briosne-lès-Sables  es una población y comuna francesa, situada en la región de Países del Loira, departamento de Sarthe, en el distrito de Mamers y cantón de Bonnétable.
Sus habitantes son llamados Briosnaises y Briosnais.

## Demografía
| 396 | 380 | 326 | 257 | 292 | 359 |
| Para los censos de 1962 a 1999 la población legal corresponde a la población sin duplicidades (Fuente: INSEE [Consultar]) |     |     |     |     |     |